# Rafael de la Colina
Rafael de la Colina Riquelme (Tulancingo, Hidalgo, 20 de setembro de 1898 - 1996) foi um diplomata mexicano, representante permanente do México nas Nações Unidas e embaixador nos Estados Unidos, no Canadá e no Japão. Foi galardoado com a Medalha Belisario Domínguez.